# Карл Либкнехт
Карл Либкнехт (Лајпциг, 13. август 1871 — Берлин, 15. јануар 1919) био је немачки социјалиста и кооснивач Спартакистичке лиге и Комунистичке партије Немачке.

## Биографија
Рођен у Лајпцигу, био је син Вилхелма Либкнехта, једног од оснивача Социјалдемократске партије Немачке. Ипак, Карл је био радикалнији од свог оца; постао је експонент марксистичких идеја током студија права и политичке економије у Лајпцигу и Берлину, и након служења у Империјалној пионирској гарди у Потсдаму од 1893. до 1894. и стажирања у Арнзбергу и Падерборну од 1894, до 1898, докторирао је 1897, и преселио се у Берлин 1899, где је отворио адвокатску канцеларију са својим братом, Теодором Либкнехтом.
Карл се оженио са Џулијом Парадиес 8. маја 1900; пар је имао два сина и ћерку, пре него што је Либкнехтова жена умрла 1911.
Као адвокат, Либкнехт је често бранио друге левичарске социјалисте који су били на суду због преступа попут кријумчарења социјалистичке пропаганде у Русију, у шта је и сам био умешан. Постао је члан СПД 1900, и био је председник Социјалистичке омладинске интернационале од 1907. до 1910; Либкнехт је такође опсежно писао против милитаризма, и један од његових текстова, „милитаризам и антимилитаризам“ ("Militarismus und Antimilitarismus") је довео до његовог хапшења 1907, и био је у затвору осамнаест месеци у Глацу, у Шлезији. Следеће године је изабран у пруски парламент, упркос томе што је још био у затвору.
Карл Либкнехт је био активан члан Друге интернационале и оснивач „Социјалистичке омладинске интернационале“. 1912, Либкнехт је изабран у Рајхстаг као социјал-демократа, члан СПД-овог левог крила. Противио се учешћу Немачке у Првом светском рату, али пратећи партијску политику је гласао да се дозволе потребни ратни зајмови 4. августа 1914. 2. децембра 1914, је био једини члан немачког парламента (Рајхстага), који је гласао против рата. Наставио је да буде главни критичар социјал-демократског руководства под Карлом Кауцким и његове одлуке да се пристане на рат. У октобру исте године се оженио други пут, историчарком уметности, Софијом Рајс (Sophie Ryss).

Крајем 1914, Либкнехт је са Розом Луксембург, Леом Јогишесом, Паулом Левијем, Ернестом Мејером, Францом Мехрингом и Кларом Цеткин основао такозвану Спартакистичку лигу (Spartakusbund); лига је објављивала своје ставове у листу под насловом „Спартакова писма“ (Spartakusbriefe) који је убрзо забрањен. Либкнехт је ухапшен и послат на источни фронт током Првог светског рата. Како је одбио да се бори, служио је закопавајући мртве, а због наглог погоршања здравственог стања му је дозвољено да се врати у Немачку октобра 1915.
Либкнехт је поново ухапшен након антиратних демонстрација у Берлину 1. маја 1916 — демонстрација које је организовала Спартакистичка лига. Осуђен је на две и по године затвора због велике издаје, а казна је касније продужена на четири године и један месец. Ипак, пуштен је октобра 1918, када је Макс фон Баден амнестирао све политичке затворенике. По избијању Немачке револуције, Либкнехт је вршио своје дужности у Спартакистичкој лиги; поново је преузео водећу улогу у групи заједно са Розом Луксембург и објављивао је партијско гласило "црвена застава" (Rote Fahne).
Дана 9. новембра, Либкнехт је прогласио формирање „слободне социјалистичке републике“ ("freie sozialistische Republik") са балкона Берлинског градског двора, два сата након што је Филип Шајдеман прогласио Вајмарску Републику са балкона Рајхстага.
Дана 31. децембра 1918. / 1. јануара 1919, суделовао је у оснивању КПД-а (Комунистичка партија Немачке).
Заједно са Розом Луксембург, Леом Јогишесом и Кларом Цеткин, Либкнехт је такође јануара 1919. учествовао Спартакистичком устанку у Берлину. Устанку се брутално супротставила немачка влада на челу са Фридрихом Ебертом уз помоћ остатака немачке царске војске и десничарских паравојних трупа, фрајкора. До 13. јануара, устанак је угушен. Карла Либкнехта и Розу Луксембург су киднаповали војници Фрајкорпса, и одвели их у хотел Еден у Берлину где су их мучили и испитивали пар сати, пре него што су их погубили и њихова тела бацили канал 15. јануара 1919.